# Santa Ana (Colonia)
Santa Ana ist eine Ortschaft in Uruguay.

## Geographie
Sie befindet sich auf dem Gebiet des Departamento Colonia in dessen südlichem Teil im Sektor 12. Santa Ana grenzt mit seiner südlichen Seite unmittelbar an die Küste des Río de la Plata. An der östlichen Ortsgrenze mündet der Arroyo Artilleros, während knapp einen Kilometer Richtung Osten die Ortschaft Artilleros gelegen ist und unmittelbar im Westen Santa Anas El Ensueyo anschließt.

## Einwohner
Der Ort hatte bei der Volkszählung im Jahr 2004 146 Einwohner.
| Jahr | Einwohner |
| ---- | --------- |
| 1963 | 53        |
| 1975 | 64        |
| 1985 | 90        |
| 1996 | 133       |
| 2004 | 146       |

Quelle: Instituto Nacional de Estadística de Uruguay